# 谢尔盖·普罗科菲耶夫
谢尔盖·谢尔盖耶维奇·普罗科菲耶夫（俄語：Сергей Сергеевич Прокофьев，羅馬化：Sergey Sergeyevich Prokofiev，1891年4月23日—1953年3月5日），俄罗斯作曲家、钢琴家、指挥家，1936年后为苏联效力。他曾數次獲頒“斯大林奖”，死后被追授“列宁奖”。

## 生平
普罗科菲耶夫出生于乌克兰顿涅茨克州，父亲是一个庄园管家，母亲会弹钢琴，他早年就显示出其音乐才华。4岁时他就跟着母亲学习钢琴，5岁就已开始创作。1902年和1903年普罗科菲耶夫在作曲家格里埃尔底下接受家庭授课，在接下来的1904年初，老师就介绍他认识了格拉祖诺夫，后者立刻促成了普罗科菲耶夫在圣彼得堡音乐学院的学习。他的老师是里姆斯基-科萨科夫和里亞多夫。他在那里一直学习作曲，对位法、配器法，钢琴和指挥直到1914年。除此之外他还登台演奏了自己的一些作品，很快就以其精湛的钢琴技巧赢得名声。直到1918年他一直留在俄国，不定期旅游还做过不少演出。
十月革命之后的苦况使得普羅科菲夫决定在1918年离开俄国到美国。但在美国他连脚还没站稳，就出了财政危机，不得不在1920年四月奔波到法国。接下来的几年，除了1922年/23年他在德国巴伐利亚州埃塔尔镇短暂居住外，都留在了巴黎。1923年他与西班牙歌手卡罗林娜·科丁娜结婚，后者艺名为Lina Ljubera。
1927年思乡之情日上心头，将他第一次带还回苏联，他在接下几年来穿梭于巴黎于莫斯科之间。1936年他定居莫斯科。两年后他最后一次西游。
在苏联普罗科菲耶夫经历了自己的创作之春，他多數重要作品就是诞生在这片土地上。1941年他抛妻棄子，选择了25岁的女作家米拉·孟德松（Mira Mendelson），1945年他健康轉壞，三年後兩人結婚。1948年他被苏共指责，犯上了形式主义的错误，并被要求要注意作品的“民族性”。尽管这件事影响了普罗科菲耶夫的健康，可是他到死也没有停止过创作。1952年起他获得了国家津贴。但他終在1953年3月5日與斯大林同日離世。

## 风格
普罗科菲耶夫自称其作品是四条基准线合作的结果。古典线一方面来自于他对历史元素如古舞蹈的怀缅，另一方面则是他对传统的继承。而现代线则彰显他对大胆的和声，不和谐音和新颖的和弦组合的偏好。这些作品已到达调性的底线。第三条线被普罗科菲耶夫称为动力线。他的很多作品有着紧凑的节奏和粗犷的旋律。与之相对的是抒情线。普罗科菲耶夫能够将抒情和恬静的旋律突然带到尖锐强烈的情感冲击之中。另外，他的作品中幽默和讽刺也并不少见。普罗科菲耶夫的管弦乐有着独特的音响，这全赖其独特的配器，例如部分的小提琴和低音號齐奏。
普罗科菲耶夫的创作并未中断，但还是可以从中划分为三个阶段。第一阶段为俄国阶段，这期的作品是他出走之前写下的。这时期的作品，以普氏特有的旋律，尖锐地不协调音，挖苦式的幽默和强大的生命力为标志。虽然此时的他已和欧浪漫主义泾渭分明，但是其风格仍未和传统完全脱节，遵守调性创作。这些作品中还引起过丑闻（如《斯基泰人组曲》）。经过短暂的休整（1部小提琴协奏曲，3部钢琴协奏曲），他的音乐语言进入第二阶段外国阶段（从1918年起），这时他的音乐更为现代，第二主线分明。这时的普罗科菲耶夫开始不理会调性。聚集的音响，旋律的突然爆发是这时期作品的特色。虽然如此，他的前卫相比起一些同僚程度还是不一样的。1930年代起其风格开始转变。搬回苏联之后，他的新风格开始露头，故该时期被称为苏联阶段。普罗科菲耶夫一直相信，作曲是行使一种社会职能。这一信念可在其简化和声，写出鲜明的织体的行动中看出来。他大量运用俄罗斯民间音乐，写出不但不艰涩而且易懂的音乐。此外他还坚守调性，注重使用複調音樂。二战期间，他的音乐就更尖锐更辛辣，导致了苏共的指责。普罗科菲耶夫更进一步简化自己的音乐。他晚期的作品，就是多旋律，抒情声调，平淡的隐退和浪漫的音色的结合体。
普罗科菲耶夫被算作现代古典作曲家。他还是一名电影配乐人。电影《亚历山大·涅夫斯基》的配乐是电影音乐史上一部里程碑式的作品。他对电影配乐的发展影响甚深，可以说，20世纪末的电影音乐都有着其影子。
对普氏有影响的两个人分别是雷格和同学米亞斯科夫斯基。前者在1906年访问了圣彼得堡，并以其独特的音乐给普氏留下深刻印象。米亞斯科夫斯基和普罗科菲耶夫是聖彼得堡音樂學院的同學，长年保持书信来往，共同讨论作曲等话题。普罗科菲耶夫对他的意见非常重视。可以说，他的作品离不开米亞斯科夫斯基的支持。而普罗科菲耶夫的音乐，也以自己别具一格的魅力吸引着往后的听众。

## 作品

### 交响曲
- 第1号交响曲，D大調，“古典”，Op. 25（1916–17）
- 第2号交响曲，D小調，Op. 40（1924–25）；修订版为Op. 136（1953，未完成）
- 第3号交响曲，C小調，Op. 44（1928）
- 第4号交响曲，C大調，Op. 47（1929–30）；修订版为Op. 112（1947）
- 第5号交响曲，B♭大調，Op. 100（1944）
- 第6号交响曲，E♭小調，Op. 111（1945–47）
- 第7号交响曲，C♯小調，Op. 131（1951–52）

#### 其它交响音乐
- A大調小交響曲 op. 5（1909），修改版本 op. 48（1929）
- 梦 op. 6（1910）
- 斯基泰人组曲 op. 20（1914/15）
- 美國序曲 op. 42（1926，1928年改编为乐队版本）
- 基杰少尉，组曲 op. 60（1934）
- 彼得与狼 op. 67（1936）
- 电影音乐（《亚历山大·涅夫斯基》和《伊凡雷帝》）
- 管乐作品
  - 4首进行曲 op. 69（1935-37）
    - 运动会进行曲
    - F大调抒情进行曲
    - B大调进行曲
    - 降A大调进行曲（1941）

  - 降B大调进行曲 op. 99（1943/44）
  - 二战结束颂 op. 105（1945）

### 协奏曲
- 降D大调第一钢琴协奏曲 op. 10（1911/12）
- g小调第二钢琴协奏曲 op. 16（1913, rev. 1923）
- C大调第三钢琴协奏曲 op. 26（1917-21）
- B大调第四钢琴协奏曲 op. 53 左手协奏曲（1931）
- G大调第五钢琴协奏曲 op. 55（1935）
- D大调第一小提琴协奏曲 op. 19（1916/17）
- g小调第二小提琴协奏曲 op. 63（1934）
- e小调大提琴协奏曲 op. 58（1934-38）
- e小调大提琴交响协奏曲 op. 125（1950-52， op. 58的修改版本）
- g小调大提琴协奏曲 op. 132（1952，由罗斯特罗波维奇和卡巴列夫斯基完成）

### 室内乐

#### 其它钢琴独奏作品
- 4练习曲 op. 2（1909）
- 4首作品 op. 4（1910–1912）
- d小调托卡塔 op. 11（1912）
- 讽刺，5首 op. 17（1914）
- 瞬间影像，20首 op. 22（1915-17）
- 奶奶的故事 op. 31（1918）
- 10首作品 op. 12 (1906-13)

### 芭蕾
- 钢铁般的疾驰（1927，巴黎）
- 回头的浪子（1929，巴黎）
- 第聂伯河畔（1931，巴黎）
- 罗密欧与朱丽叶 op. 64（1935/36）
- 灰姑娘 op. 97（1945，莫斯科）
- 石花童话 op. 118（1954，莫斯科）

### 歌剧
- Maddalena， 独幕剧 op. 13（1911-13）
- 赌徒，四幕歌剧 op. 24（1915/16）
- 三橘愛，序幕加四幕歌剧 op. 33（1919）
- 燃烧的天使，五幕歌剧 op. 37（1919-27）
- Semjon Kotko，五幕歌剧 op. 81（1939）
- 情定修道院（英语：Betrothal in a Monastery），四幕歌剧 op. 86（1940/41）
- 战争与和平，两部歌剧 op. 91（1941，1952修订）
- 一个真正的人的故事，四幕歌剧 op. 117（1947/48）

### 声乐作品
- 清唱剧《七个，他们七个》，为男高音，混声合唱团和大型管弦乐队 op. 30（1917/18）
- 为两个合唱团，管乐队，手风琴，打击乐器和管弦乐队的清唱劇，為纪念十月革命20周年 op. 74（1936）
- 《亚历山大·涅夫斯基》，為女高音、合唱團及樂隊而寫的清唱劇 op. 78（1938/39），選取同名的電影配樂並作修改。
- 《繁荣吧，强大的国家》，為紀念十月革命30周年而創作的清唱劇 op. 114（1947）
- 神劇《和平守卫者》 op. 124（1950）
- 歌曲
- 群众歌曲